# Alcazaba di Antequera
L'Alcazaba di Antequera è un'alcazaba che si trova ad Antequera, nella provincia di Malaga, dichiarata Bien de Interés Cultural nel 1985.

## Storia
Le origini dell'alcazaba risalgono all'epoca romana e se ne fa menzione per la prima volta negli scritti del XI secolo di Semuel ibn Nagrella, poeta ebreo alla corte di Badis ibn Habus, terzo re della Taifa di Granada. 
In questo periodo vennero costruiti due anelli di mura che sono tuttora in essere e che hanno evitato la conquista da parte del Re di Castiglia e León Pietro I nel 1361.
Dopo questo tentativo le difese vennero e si costruì un barbacane ma la città e l'alcazaba caddero comunque in mani cristiane nel 1410 in quello che è stato considerato come "il maggiore trionfo cristiano tra la Battaglia del rio Salado e la conquista di Granada".

## Architettura
La fortezza è di forma rettangolare, con due torri: il dongione (in spagnolo: Torre del homenaje) del XV secolo che è considerato tra i più imponenti di al-Andalus ed è sormontato da un campanile-cappella cattolico (Templete del Papabellotas) aggiunto nel 1582 e la Torre Blanca che è collegata al dongione attraverso una linea di mura.

## Curiosità
Nel luglio del 2019 l'edificio è stato utilizzato come set cinematografico per alcune scene della serie Netflix Warrior Nun.